# فتاة الريف (فلم)
فتاة الريف (بالإنجليزية: The Country Girl) هو فيلم دراما تم إنتاجه في الولايات المتحدة وصدر في سنة 1954. الفيلم من إخراج جورج سيتون وكتابة جورج سيتون.

## ترشيحات وجوائز
| السنة | الحدث | الفئة             | النتيجة  |
| ----- | ----- | ----------------- | -------- |
|       |       | أوسكار أحسن ممثلة | فـــــوز |

## الميزانية والإيرادات
حقق أرباحا تقدر بـ 6.5 مليون دولار (est. / Canada rentals).

## وصلات خارجية
- مقالات تستعمل روابط فنية بلا صلة مع ويكي بيانات

1. ↑  "معلومات عن فتاة الريف (فيلم) على موقع kinenote.com". kinenote.com. مؤرشف من الأصل في 2016-03-05.
2. ↑  "معلومات عن فتاة الريف (فيلم) على موقع cinematografo.it". cinematografo.it. مؤرشف من الأصل في 2011-10-30.
3. ↑  "معلومات عن فتاة الريف (فيلم) على موقع cine.gr". cine.gr. مؤرشف من الأصل في 2016-03-04.